# Schefflera wallichiana
Schefflera wallichiana là một loài thực vật có hoa trong Họ Cuồng cuồng. Loài này được (Wight & Arn.) Harms miêu tả khoa học đầu tiên năm 1894.